# Iphimedia spatula
Iphimedia spatula är en kräftdjursart som beskrevs av Myers och Mcgrath 1987. Iphimedia spatula ingår i släktet Iphimedia och familjen Iphimediidae. Inga underarter finns listade i Catalogue of Life.